# レンチェ＝ヴォグルスコ
レンチェ＝ヴォグルスコ(スロベニア語: Renče-Vogrsko)はスロベニアの基礎自治体でゴリシュカ地域に属する。2006年にノヴァ・ゴリツァから分離し誕生した。